# Озон Дампера
Озон Дампера (на френски: Ausone Damperat) е католически свещеник, успенец, допринесъл за развитието на организирания спорт в Пловдив и България. Участва в българската делегация на Парижката мирна конференцията след Втората световна война и помага българите да получат благоприятни условия.

## Биография
Анри Дампера е роден на 17 октомври 1886 г. в Марийак в департамента Шарант, Франция. Учи в семинария в Бресюир, департамента Дьо Севър от 1899 г. до 1903 г. След това той продължава обучението си в Тентиние, Белгия, където учи до 1905 г. На 8 септември 1905 г. постъпва в ордена на успенците в Льовен и си избира монашеско име Озон. На 13 септември 1907 г. дава вечните си обети. Учи три години философия и се дипломира през 1910 г. в университета в Льовен.
След 1910 г. прекарва 3 години в мисията на успенците в Бурса, Османската империя. След това започва да учи теология в Цариград, където го заварва войната. Той е бил мобилизиран от 1915 до 1919 г. На 1 август 1920 г. Озон е ръкоположен за свещеник в Льовен, Белгия.
Пред септември 1920 г. е изпратен в България, където остава 30 години. От 1920 г. до 1932 г. е преподавател във френския колеж в Пловдив. Той е председател на футболната дружина (спортен клуб) на колежа. На 3 юни 1923 г. била основана Пловдивската спортна лига. Отец Озон Дампера е избран за председател на управителния съвет. По инициатива на Софийска спортна федерация между 16 и 18 декември 1923 г., във Военния клуб в София, се провежда конгрес на спортните организации в страната, отец Дампера Озон участва като представител на Пловдивска спортна лига. Спортен съдия на много срещи на регионално и национално ново в различни видове спортове.
От 1932 г. до 1934 г. преподава в колежа „Свети Михаил“ във Варна. От 1934 до 1946 г. той е директор на колежа в Пловдив. В същото време той е назначен за викарий на източната мисия на успенците и заема този пост до 1950 г. Българо-френското дружество „Алианс франсез“ в Пловдив е учредено през 1938 г., отец Озон Дампера е избран за подпредседател.
Отец Озон е поддържал добри връзки с правителствените кръгове в България. Той участва в българската делегация на Междусъюзническата конференцията в Париж в края на 1946 г. и началото на 1947 г. и помага българите да получат неочаквано благоприятни условия. Неговите заслуги са му спечелили високи почести в България, но това не пречи той да бъде считан от Държавна сигурност като агент на чужди разузнавания.
През 1950 г. дейността на мисията на успенците в България е прекратена и отец Дампера се връща във Франция. Започва да преподава в колежа Монгре в Рона. През 1952 г., здравното му състояние се внушава. След претърпяване на автомобилна катастрофа, ограничава дейността си и се възстановява при роднини. Умира на 11 юни 1955 г. в Жолд, Шарант.

## Галерия
- Отец Дампера с футболния отбор на Френския колеж през 1923 г.
- Съобщение за учредяване на Пловдивската спортна лига в-к Правда, Пловдив, 10 юни 1923 г.
- Отец Дампера сред учредителите на Българската национална спортна федерация през декември 1923 г.